# Distretto di Kendujhar
Il distretto di Kendujhar (conosciuto anche come distretto di Keonjhar) è un distretto dell'Orissa, in India, di 1 561 521 abitanti. Il suo capoluogo è Kendujhar.